# هشتغرد
هشتغرد (بالفارسية: هشتگرد) هي مدينة تقع في إيران في قسم. يقدر عدد سكانها بـ 45,332 نسمة وترتفع عن سطح البحر 1,175 متر.